# پتر چرماک
پتر چرماک (چکی: Petr Čermák؛ زادهٔ ۲۴ دسامبر ۱۹۴۲) قایقران روئینگ اهل چکسلواکی بود.